# Región de Kunene

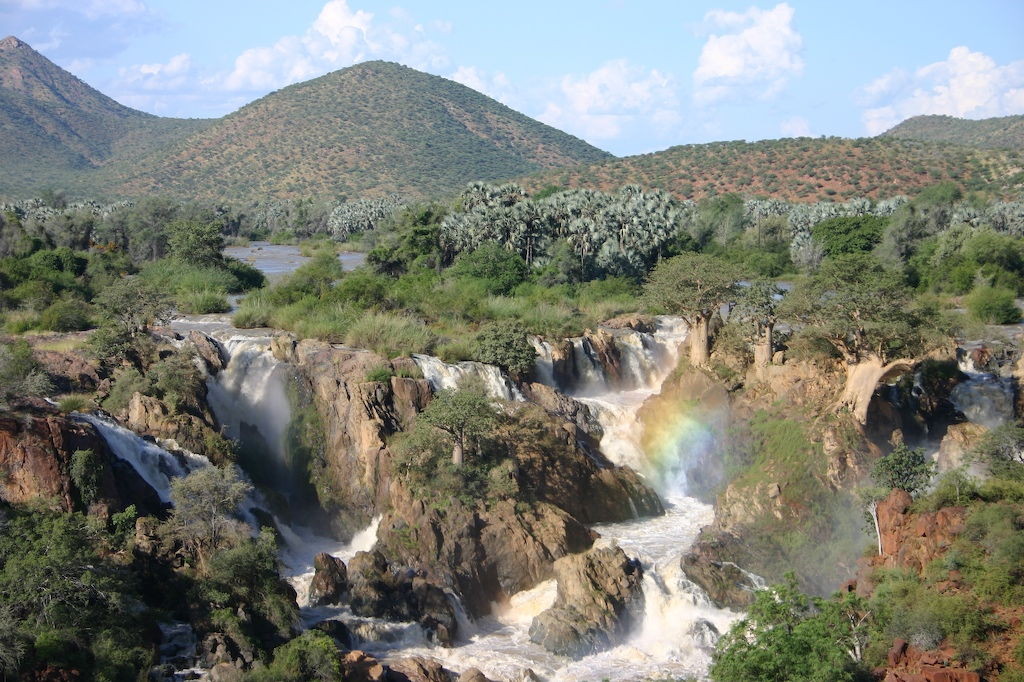
Cataratas del Río Epupa

Kunene (también conocida como Kaokolandia) es una de las 14 regiones de Namibia y hogar del grupo étnico himba. Comparada con el resto del país es una región relativamente subdesarrollada debido a su carácter árido, lo que impide toda actividad agrícola. Eso probablemente se debe a su geografía montañosa poco accesible y su aridez que no permiten ninguna forma de agricultura. Las infraestructuras apenas existen.
Kunene es una de las últimas regiones verdaderamente "salvajes" del sur de África, que posee una rica diversidad de vida silvestre, incluido un pequeño grupo (unos 350 ejemplares) de elefantes especialmente adaptados al desierto.
La ciudad más grande es Opuwo con una población que probablemente no sobrepasa los 5000 habitantes.
Su nombre procede del río Kunene, en el norte, que delimita la frontera con Angola.
Al oeste Kunene posee costa con el océano Atlántico. Al norte limita con la provincia de Namibe y en su lejana parte este con la provincia Cunene, ambas de Angola. Internamente, limita con las siguientes regiones:
- Omusati - noreste, oeste de Oshana
- Oshana - noreste, entre Oshana y Oshikoto
- Oshikoto - noreste, este de Oshikoto
- Otjozondjupa - este
- Erongo - sur

## Distritos electorales
La región comprende 7 distritos electorales:
- Epupa
- Opuwo Rural
- Opuwo
- Sesfontein
- Khorixas
- Kamanjab
- Outjo

- Datos: Q834513
- Multimedia: Kunene / Q834513